# Lois Irene Marshall

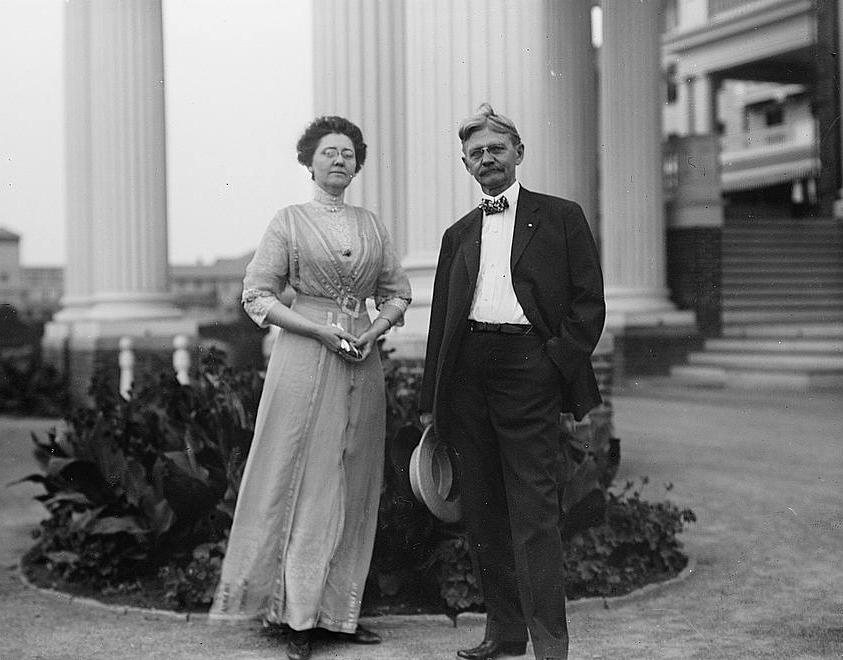
Lois Irene Marshall avec son mari, Thomas R. Marshall, à Washington

Lois Irene Kimsey Marshall (née Lois Irene Kimsey le 9 mai 1873 ; morte le 6 janvier 1958 à Phoenix (Arizona)) était la femme de Thomas R. Marshall, 28e vice-président des États-Unis de 1913 à 1921. Elle fut la deuxième dame des États-Unis durant le mandat de son mari. Elle fut également première dame de l'Indiana quand son mari en était le gouverneur (1909–1913).
Fille de William Edward Kimsey et Elizabeth Dale, elle épousa Marshall, de 19 ans son aîné, le 2 octobre 1895.
Après la mort de son mari en 1925 elle s'installa en Arizona.